# Téléphérique de Tatev
Le téléphérique de Tatev ou les Ailes de Tatev est un transport en commun par câble situé dans la région de Goris, au sud-est de l'Arménie, dans le marz de Syunik. Il permet l'accès au monastère de Tatev depuis le village de Halidzor.

## Description
Le téléphérique assure la liaison même en hiver entre le village de Halidzor, situé à 1 546 mètres d'altitude, et le monastère de Tatev, qui est situé à 1 537 mètres d'altitude de l'autre côté d'une grande colline et du canyon du Vorotan. Le téléphérique survole ce canyon d'une largeur de quelque 2,7 km et d'une profondeur d'environ 500 m. Au point le plus bas du trajet, il y a toujours 231 m entre la cabine et la rivière.
Le parcours dure 12 minutes. Un ticket aller simple coûte 5 500 drams l'équivalent d'environ 10,50 euros en 2019. Selon les informations lors de l'inauguration le 16 octobre 2010, les habitants des villages voisins pourraient utiliser le téléphérique une fois par jour à titre gratuit.    
La longueur du téléphérique consistant d'une seule section de 5 752 m est nettement supérieure aux 4 467 m du Sandia Peak Tramway à Albuquerque, Nouveau-Mexique, États-Unis, ce qui fait du téléphérique de Tatev le plus long téléphérique à va-et-vient du monde.
Le téléphérique a été installé par Doppelmayr - Garaventa. Les deux cabines du type Kronos à 30 + 1 personnes ont été délivrées par leur filiale CWA. Chacune des cabines roule sur deux câbles porteurs de 40 mm et est mue par le câble tracteur de 27 mm. La vitesse maximale de 10 m/s (36 km/h) permet un débit de 120 personnes par heure.
Il y a trois pylônes entre Halidzor et le canyon. La station de Tatev consiste en une construction ouverte sans murs ni toit, ce qui la rend peu visible dans le paysage.